# Rainer Egger (Historiker)
Rainer Egger (* 15. Jänner 1935 in Baden bei Wien; † 3. Oktober 2009 in Berlin) war ein österreichischer Historiker. Er war Direktor des Kriegsarchivs und Generaldirektor-Stellvertreter des Österreichischen Staatsarchivs.

## Leben
Egger wurde 1935 als Sohn eines Rechtsanwaltes geboren; er entstammt einer angesehenen Wiener Bürgerfamilie. Er besuchte das Realgymnasium Wien XII (Meidling) und studierte Geschichte und Kunstgeschichte an der Universität Wien. Von 1956 bis 1959 absolvierte er den 48. Ausbildungskurs am Institut für Österreichische Geschichtsforschung. Danach war er unter Heinrich Appelt an der Universität Graz Stipendiat in der Diplomata-Abteilung der Monumenta Germaniae Historica. 1961 wurde er bei Leo Santifaller über „Die Schreiber der Urkunden Kaiser Friedrich Barbarossas. Vorstudien zu einer Kanzleigeschichte“ zum Dr. phil. promoviert.
1962 wurde er Vertragsbediensteter in der Abteilung Kriegsarchiv des Österreichischen Staatsarchivs. Noch 1962 wurde er provisorischer bzw. 1967 definitiver Staatsarchivar 2. Klasse und 1969 Staatsarchivar 1. Klasse. 1970 erhielt er den Amtstitel Archivoberkommissär. 1972 folgte die Beförderung zum Archivrat und 1978 zum Oberrat. Er beschäftigte sich zunächst mit der Ausstellung von Dienstzeitbestätigungen für Angehörige der Wehrmacht. 1966 wurde er Abteilungsleiter für Personalangelegenheiten der k.u.k. Armee und 1983 Referatsleiter der militärischen Zentralstellen. Ab 1988 verantwortete er auch die Übersiedlungsvorbereitungen des Kriegsarchivs. Von 1992 bis 2000 war er mit Ernennung zum Hofrat Direktor des Kriegsarchivs. 1998 wurde er zudem Generaldirektor-Stellvertreter von Lorenz Mikoletzky im Österreichischen Staatsarchiv. 2000 trat er in den Ruhestand.
2000 wurde er Ehrenmitglied des Verbandes Österreichischer Archivarinnen und Archivare. Zuvor war er von 1969 bis 2000 Redakteur der Verbandszeitschrift Scrinium und von 1970 bis 1987 1. Sekretär bzw. von 1987 bis 2001 Vizepräsident des Verbandes. Überdies war er Mitglied der Commission Autrichienne d’Histoire Militaire und ab 1991 Lektor an der Universität Wien. Er veröffentlichte zahlreiche Artikel in der Neuen Deutschen Biographie und im Österreichischen Biographischen Lexikon 1815–1950.
Er wurde mit dem Ehrenkreuz am Band des Schwarzen Kreuzes und dem ungarischen Verdienstkreuz 1. Klasse ausgezeichnet.
Egger war verheiratet und Vater von zwei Kindern, darunter dem Historiker Christoph Egger (* 1963).

## Schriften (Auswahl)
- Das Gefecht bei Dürnstein-Loiben. 1805 (= Militärhistorische Schriftenreihe. H. 3). Österreichischer Bundesverlag, Wien 1965.
- Das Gefecht bei Hollabrunn und Schöngrabern 1805 (= Militärhistorische Schriftenreihe. H. 27). Österreichischer Bundesverlag für Unterricht, Wissenschaft und Kunst, Wien 1974, ISBN 3-215-73225-4.